# Andrew Gold
Andrew Maurice Gold (2 de agosto de 1951 - 3 de junio de 2011) fue un cantautor multinstrumentista, compositor y productor de discos que influyó en gran parte del sonido del pop rock dominado por Los Ángeles en la década de 1970. Gold tocó en decenas de discos de otros artistas, sobre todo en el de Linda Ronstadt, y tuvo su propio éxito con los éxitos Top 40 de Estados Unidos "Lonely Boy" (1977) y "Thank You for Being a Friend" (1978), así como el éxito británico Top Five "Never Let Her Slip Away" (1978). En la década de 1980, tuvo más éxito en las listas internacionales como la mitad de Wax, una colaboración con el músico británico y miembro de 10cc Graham Gouldman.
Durante la década de 1990, Gold produjo, compuso, actuó y escribió pistas para películas, comerciales y bandas sonoras de televisión, como "Final Frontier", el tema de la comedia Mad About You. Algunas de sus obras más antiguas experimentaron posteriormente una nueva popularidad: "Thank You for Being a Friend" se utilizó como tema de apertura de The Golden Girls , y la novedosa canción infantil "Spooky Scary Skeletons" (1996) se convirtió en un meme de Internet en la década de 2010. En 1997, Gold lanzó un tributo a la música psicodélica de la década de 1960, Greetings from Planet Love, publicado bajo el seudónimo de "la Orden Fraternal de Todos". Murió en 2011, a los 59 años, tras una lucha contra el cáncer de riñón.

## Discografía

### Álbumes de estudio
- 1975: Andrew Gold (#160 US)
- 1976: What's Wrong with This Picture? (#95 US)
- 1978: All This and Heaven Too (#81 US; #31 UK)
- 1980: Whirlwind (#120 US)
- 1996: Andrew Gold's Halloween Howls
- 1997: Greetings from Planet Love (como The Fraternal Order of the All)
- 1998: ...Since 1951
- 1999: Warm Breezes
- 2000: The Spence Manor Suite
- 2002: Intermission
- 2008: Copy Cat

### Recopilatorios
- 1978: An Interview with Andrew Gold (promo-only interview & music LP)
- 1991: Where the Heart Is: The Commercials 1988–1991
- 1997: Thank You for Being a Friend: The Best of Andrew Gold
- 1998: Leftovers
- 2011: The Essential Collection
- 2018: An Introduction to: Andrew Gold
- 2019: Complete Albums 1975–1980 (Digital)
- 2019: Lonely Boy: The Greatest Hits (Digital)
- 2020: Something New: Unreleased Gold

### Álbumes en directo y EP
- 2007: Andrew Gold – Live at the Ventura Theater (Digital EP)
- 2015: The Late Show – Live 1978 Box sets
- 2013: Andrew Gold + What's Wrong with This Picture + All This and Heaven Too + Whirlwind...Plus
- 2020: Lonely Boy: The Asylum Years Anthology Singles and EPs
- 1967: "Of All the Little Girls" (UK release – with the duo Villiers & Gold)
- 1970: "Woke Up This Morning" (with the band Bryndle)
- 1975: "Heartaches in Heartaches"
- 1975: "That's Why I Love You" (#68 US)
- 1976: "Stay"
- 1976: "Do Wah Diddy"
- 1976: "One of Them Is Me"
- 1977: "Lonely Boy" (#7 US Billboard, #3 US Cash Box, #7 Canada, #11 UK)
- 1977: "Go Back Home Again"
- 1978: "How Can This Be Love" (#19 UK)
- 1978: "I'm on My Way"
- 1978: "Thank You for Being a Friend" (#25 US Billboard, #11 US Cash Box, #7 Canada; #42 UK)
- 1978: "Never Let Her Slip Away" (#67 US, #60 Canada, #5 UK) 1979: "Kiss This One Goodbye"
- 1979: "Stranded on the Edge"
- 1979: "Nine to Five" (UK)
- 1996: "Spooky Scary Skeletons" (CD single)
- 2000: "Nowhere Now" (CD single)
- 2000: "Sorry to Let You Down" (CD single)
- 2005: Rhino Hi-Five: Andrew Gold ("Thank You for Being a Friend", "Lonely Boy", "Never Let Her Slip Away", "That's Why I Love You", "Hang My Picture Straight") (Digital EP)
- 2006: "The Best of Everything" (Digital)
- 2019: "Thank You for Being a Friend (Christmas)" and "Thank You for Being a Friend (Christmas)" (Duet featuring Alyssa Bonagura) (Digital)
- 2020: "Savannah" (Early version) (Digital)
- 2020: "Come Down to Me" (Solo demo) (Digital)
- 2020: "Something New" (Digital)

### Con Wax
- 1986: Magnetic Heaven
- 1987: American English
- 1989: A Hundred Thousand in Fresh Notes
- 1995: Bryndle
- 2002: House of Silence

### Con Stephen Bishop
- 2006: America & Friends – Live at the Ventura Theater